# Jhikargachha Upazila
Jhikargachha Upazila är ett underdistrikt i Bangladesh. Det ligger i den sydvästra delen av landet, 150 km sydväst om huvudstaden Dhaka.
Trakten runt Jhikargachha Upazila består till största delen av jordbruksmark. Runt Jhikargachha Upazila är det mycket tätbefolkat, med 1 095 invånare per kvadratkilometer.